# Блек (лунный кратер)
Кратер Блек (лат. Black) — небольшой ударный кратер у восточного лимба видимой стороны Луны. Название дано в честь шотландского (английского) химика и физика Джозефа Блэка (1728—1799) и утверждено Международным астрономическим союзом в 1976 г.

## Описание кратера
Ближайшими соседями кратера являются кратер Кестнер на северо-западе; кратер Кисс на северо-востоке; кратер Дейл на востоке-юго-востоке; кратер Ансгар на юге и кратер Лаперуз на юго-западе. На северо-востоке от кратера располагается Море Смита. Селенографические координаты центра кратера 9°12′ ю. ш. 80°23′ в. д. / 9,2° ю. ш. 80,39° в. д., диаметр 19,5 км, глубина 3,2 км.
Кратер имеет чашеобразную форму с небольшим участком плоского дна. Кромка вала хорошо очерчена. Высота вала над окружающей местностью составляет 750 м.
До своего переименования в 1976 г. кратер именовался сателлитным кратером Кестнер F.
Кратер Блек включен в список кратеров с темными радиальными полосами на внутреннем склоне Ассоциации лунной и планетарной астрономии (ALPO).

## Сателлитные кратеры
Отсутствуют.